# 외동초등학교
외동초등학교(外洞初等學校)는 대한민국 경상남도 창원시에 있는 공립 초등학교이다.
현재는 민승도가 창원외동초등학교의 교장을 역임 중이다.

## 연혁
| 1982. 04. 08. | 개교 (12학급) |
| 1999. 03. 01. | 도지정 학교급식 시범학교                                                                                          |
| 2007. 03. 01. | 도지정 교수.학습 방법 개선 연구학교 운영                                                                          |
| 2008. 02. 23. | 전국 100대 교육과정 우수학교 선정                                                                                 |
| 2008. 03. 01. | 도지정 장학활동 및 연수 연구학교 운영                                                                             |
| 2008. 10. 06. | 체육관 준공 |
| 2008. 11. 07. | 학교평가 우수학교 선정                                                                                            |
| 2009. 03. 01. | 도지정 운동종목(육상) 시범학교 운영                                                                               |
| 2010. 03. 01. | 도지정 친환경 건강교육 (운동종목) 시범학교 운영 도지정 교과통합형 국제이해교육 과제 중점학교 운영                 |
| 2012. 03. 01. | 도지정 교육과정 지역중심학교 운영/금연 선도학교 운영                                                              |
| 2013. 12. 31. | 학교평가 우수학교 선정                                                                                            |
| 2014. 03. 01. | 아동안전교육 연구시범학교(타부처 요청) 운영                                                                       |
| 2016. 12. 08. | 국제안전학교 공인                                                                                                 |
| 2019. 05. 07. | 창의융합형 과학실 모델학교 운영(창의융합형 과학실 구축)                                                           |
| 2019. 09. 01. | 제20대 김진숙 교장 부임                                                                                           |
| 2020. 02. 17. | 중앙현관 앞 데크 설치, 운동장 및 현관 차양 설치                                                                   |
| 2020. 03. 27. | 수업방해 해결 프로그램 선도학교 운영(상담실 구축)                                                                 |
| 2021. 12. 29. | 돌봄2실 이전 구축, 상담실 구축, 병설유치원 소방시설 개선 및 천정 교체, 교사동 내부 도장, 급식소 증축 및 시설 개선 |
| 2021. 02. 19. | 제39회 졸업장 수여식 (총수: 89명 , 누적졸업생 5,638명)                                                            |